# Sigy-en-Bray
Sigy-en-Bray è un comune francese di 689 abitanti situato nel dipartimento della Senna Marittima nella regione della Normandia.
Dal 1º gennaio 2012 dal suo territorio si è distaccato il comune di Saint-Lucien che si era fuso il 1º giugno 1973 come comune associato.

## Società

### Evoluzione demografica
Abitanti censiti